# Света Богородица (Крани)
„Света Богородица“ (на македонска литературна норма: „Света Богородица“) е възрожденска църква в село Крани, Преспа, част от Преспанско-Пелагонийската епархия на Македонската православна църква – Охридска архиепископия.
Църквата е от 1865 година според запазения надпис на камък в южната стена. В околността на селото има останки от по-стари църкви. По-късно, вероятно във втората четвърт на ХХ век, в храма са направени промени, като са отворени прозорците от южната и северната страна. Тогава вероятно са измазани и фасадите и сега старият опус на зидане с обработен камък може да се види само върху апсидата. Още по-късно отзапад е долепена камбанария. В църквата се влиза от юг и запад. Наосът е отделен от нартекса с ниска преграда, а от олтара с иконостас с два реда икони. Над нартекса има галерия женска църква.
Повечето от вътрешните повърхности са измазани. Фрагменти от стенописите от XIX век има на северната стена на наоса, до иконостаса. В горния дял на апсидата обичайно е представена Света Богородица, а в долната зона архиереите Свети Василий Велики и Свети Йоан Златоуст, предвождани от архангелите Михаил и Гавриил. В малката ниша на протезиса е мъртвият Христос до пояс, а в нишата на дяконикона е образа на първомъченика и дякон Свети Стефан. Авторите са неизвестни. Иконите на иконостаса са от 1938 г. В църквата има и няколко икони от втората половина на XIX век.